# Формалев, Владимир Фёдорович
Владимир Фёдорович Формалев (род. 17 июля 1938) — российский учёный в области математического моделирования задач тепломассопереноса и вычислительной математики, доктор физико-математических наук, профессор, заслуженный деятель науки РФ (1999).

## Биография
Родился 17 июля 1938 года.
Окончил Московский авиационный институт им. С. Орджоникидзе (1963) и с тех пор работает там же на кафедре «Вычислительная математика и программирование».
Доктор физико-математических наук, профессор.
Автор более 170 научных работ в области математического моделирования задач тепломассопереноса и вычислительной математики.
Заслуженный деятель науки РФ (1999).

### Сочинения
- Теплопроводность анизотропных тел. Аналитические методы решения задач [Текст] : Москва : Физматлит, 2015. — 309 с. : ил., табл.; ISBN 978-5-9221-1579-7
- Теплоперенос в анизотропных твердых телах [Текст] : численные методы, тепловые волны, обратные задачи : [монография] / В. Ф. Формалев. — Москва : Физматлит, 2015. — 274 с. : ил.; 22 см; ISBN 978-5-9221-1624-4 : 300 экз.
- Тепломассоперенос в анизотропных телах при аэрогазодинамическом нагреве [Текст] / В. Ф. Формалев, Е. Л. Кузнецова. — Москва : МАИ-Принт, 2010. — 307 с. : ил., табл.; 21 см; ISBN 978-5-7035-2219-6